# 1987 na política

## Eventos
- 1 de Fevereiro - Toma posse o Congresso brasileiro eleito no ano anterior, encarregado de elaborar a nova Constituição da República Federativa do Brasil, cujo principal objetivo é garantir o retorno institucional à democracia após o fim do regime militar.
- 20 de Fevereiro - Em seu último ato político relevante, o Ministro da Fazenda Dilson Funaro decreta a moratória unilateral da dívida externa brasileira.
- 15 de Março - Tomam posse os governadores eleitos na eleição do ano anterior, com mandato exercido até a mesma data de 1991.
- 17 de Maio - A fragata USS Stark é atingida no Golfo Pérsico por dois mísseis Exocet.
- 16 de junho - Lançado o Plano Bresser, pelo Ministério da Fazenda do Governo Sarney, em mais uma tentativa de conter a inflação brasileira.

## Nascimentos
| Data | Nome | Profissão | Nacionalidade | Observações | Ref |
| ---- | ---- | --------- | ------------- | ----------- | --- |

## Mortes
| Data           | Nome                     | Profissão | Nacionalidade                        | Observações | Ref |
| -------------- | ------------------------ | --- | ------------------------------------ | ----------- | --- |
| 22 de janeiro  | Budd Dwyer               | político da Pensilvânia | Estados Unidos                       | n. 1939     |     |
| 28 de janeiro  | Galo Plaza Lasso         | presidente do Equador de 1948 a 1952                                                                                                 | Equador                              | n. 1906     |     |
| 31 de março    | Artur Virgílio Filho     | político do Amazonas | Brasil                               | n. 1921     |     |
| 7 de agosto    | Camille Chamoun          | presidente do Líbano de 1952 a 1958                                                                                                  | Império Otomano (Líbano)             | n. 1900     |     |
| 17 de agosto   | Rudolf Hess              | dignitário do Terceiro Reich | Egito                                | n. 1894     |     |
| 2 de setembro  | Alfredo Oscar Saint-Jean | militar e presidente da Argentina em 1982                                                                                            | Argentina                            | n. 1926     |     |
| 8 de setembro  | Marcos Freire            | político | Brasil                               | n. 1931     |     |
| 18 de setembro | Golbery do Couto e Silva | militar e político | Brasil                               | n. 1911     |     |
| 11 de outubro  | Uwe Barschel             | político | Alemanha                             | n. 1944     |     |
| 15 de outubro  | Thomas Sankara           | Primeiro-ministro em 1983 e Presidente do Alto Volta (atual Burkina Faso) de 1983 a 1984 e Presidente de Burkina Faso de 1984 a 1987 | França · (Alto Volta / Burkina Faso) | n. 1949     |     |
| 1 de novembro  | René Lévesque            | estadista | Canadá                               | n. 1922     |     |
| 19 de dezembro | Joop den Uyl             | primeiro-ministro dos Países Baixos de 1973 a 1977                                                                                   | Países Baixos                        | n. 1919     |     |